# Muhammad al-Idrisi

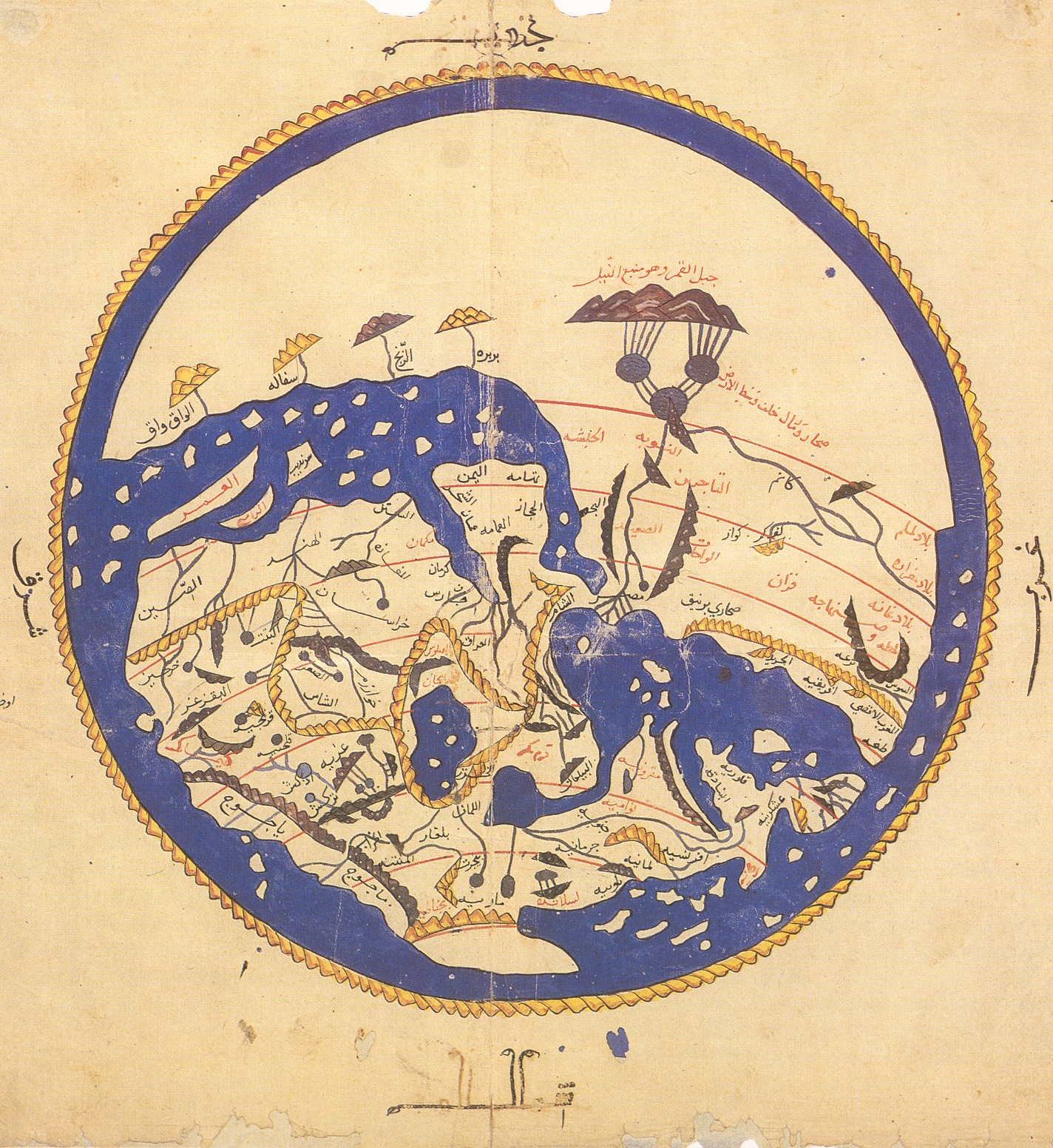
Al-Idrisi's wereldkaart uit 1154. Het zuiden is aan de bovenkant van de kaart

Muhammad al-Idrisi oftewel Ash-Sharīf al-Idrīsī (Ceuta, 1100 – Sicilië, 1165 of 1166), volledige naam Aboe Abdallah Mohammed ibn Mohammed Ibn Abdallah Ibn Idriss al-Qurtubi al-Hassani (Arabisch: أبو عبد الله محمد الإدريسي) was een Maghrebijnse cartograaf, geograaf en botanicus van Arabische afkomst (afstammeling van de Banu Hamudin).   

## Geschiedenis
Hij leefde in Sicilië aan het hof van Rogier II. Al-Idrisi werd geboren in Ceuta (wat later ging behoren tot Spanje), wat toen Sabtah heette en onderdeel uitmaakte van het Amoravidische Rijk. Het vliegveld van de Marokkaanse stad Al Hoceima is vernoemd naar deze cartograaf. Al-Idrisi behoorde tot de Hammudiden familie, die claimde af te stammen van de profeet Mohammed, via de Idrisiden. 
In 1154 maakte hij een zuidelijk georiënteerde Mappa mundi, onder de naam Tabula Rogeriana. Daarbij voegde hij het boek Geografie aan toe. Samen werden ze door koning Rogier Nuzhat al-Mushtak genoemd, maar door al-Idrisi werden ze Kitab Rudjar ("Rogiers Boek") genoemd. De vermelding van Vlaamse steden op de wereldkaart van Al-Idrisi werd opgenomen in de Canon van Vlaanderen.